# Phymaturus palluma
Phymaturus palluma (Molina, 1782) conocido en Chile y Argentina como Matuasto. Es una especie de lagarto de la familia Liolaemidae.

## Descripción
Longitud de 15 a 20 cm. Corresponde a un lagarto robusto, aplastado dorsoventralmente. Para huir de los depredadores puede expandir su cuerpo hacia los lados y así poder meterse entre las rocas.
Su coloración es negra con tonos grises y verdes oscuros (hembras) o verdes brillantes y amarillos fosforescentes (machos).

## Alimentación
Omnívoro, principalmente herbívoro.

## Reproducción
A diferencia de la mayoría de los reptiles su reproducción es vivípara (sus crías nacen vivas, y se alimentan por su cuenta). 

## Distribución geográfica
En Chile, desde la IV Región de Coquimbo a la VIII Región del Biobío, en zonas cordilleranas sobre 1.800 m sobre el nivel del mar, así como en Argentina en las provincias de San Juan, Córdoba, Mendoza, San Luis Provincia de San Luis y Neuquén Entre los 600 hasta  más de 2.000 m s. n. m. de altitud.